# Имнадзе, Гигла Ревазович
Гигла Ревазович Имнадзе (груз. გიგლა რევაზის ძე იმნაძე; 10 июня 1955 либо 10 июля 1957, Ланчхути, Грузинская ССР) — советский футболист, грузинский футбольный тренер.

## Карьера
Уроженец Ланчхути, начинал игровую карьеру в местном клубе «Гурия». В 1975 году перешёл в клуб высшей лиги «Динамо» Тбилиси, в составе которого в том же году сыграл 7 матчей и пропустил 4 мяча. В 1976 в высшей лиге не играл. Сезон 1977 провёл в клубе второй лиги «Динамо» Батуми, а затем вернулся в «Гурию», с которой в сезоне 1979 стал победителем 4 зоны второй лиги. В 1981 году вновь стал игроком тбилисского «Динамо», но в том сезоне за основную команду не играл, а в первой половине сезоне 1982 провёл в высшей лиге 10 матчей и пропустил 13 голов. Во второй половине сезона Имнадзе присоединился к клубу первой лиги «Гурия». В 1986 году вместе с «Гурией» занял второе место в первой лиге и поднялся с командой в высшую лигу. В сезоне 1987 Имнадзе отыграл в высшей лиге 16 матчей, а его команда заняла последнее в чемпионате. После этого сезона он завершил игровую карьеру, а в 1989 году вошёл в тренерский штаб «Гурии».
В дальнейшем был главным тренером грузинских клубов «Колхети-1913», «Гурия» и «Горда». В 1998 году исполнял обязанности главного тренера сборной Грузии. Под его руководством Грузия провела один товарищеский матч со сборной Азербайджана, который проиграла со счётом 0:1. Осенью 2021 года был исполняющим обязанности главного тренера в клубе «Гурия».